# Słowiki (Koźminek)
Słowiki – część miasta Koźminek w Polsce, położona w województwie wielkopolskim, w powiecie kaliskim.
W latach 1975–1998 miejscowość administracyjnie należała do województwa kaliskiego.